# جون فيدال
جون فيدال (بالإسبانية: Jon Xabier Vidal) (20 يوليو 1991 لايايوا إسبانيا - ) هو لاعب كرة قدم إسباني يلعب كلاعب وسط.

## روابط خارجية
- جون فيدال على موقع الاتحاد الأوربي (الإنجليزية)
- جون فيدال على موقع قاعدة بيانات كرة القدم.إي يو (الإنجليزية)
- جون فيدال على موقع Soccerway.com (الإنجليزية)
- جون فيدال على موقع AS.com (الإسبانية)